# Akurgal
Akurgal (Lagash, ... – Lagash, ...; fl. XXV secolo a.C.) è stato il secondo re della prima dinastia di Lagash.
Al contrario del lungo e relativamente ben documentato regno di Ur-Nanshe, quello di suo figlio Akurgal fu breve e poco conosciuto. Sono state ritrovate solo sei iscrizioni su gesso. Una di queste (FAOS 05/1, Akg 1) riporta che Akurgal fece costruire l'Antasura di Ningirsu. Sulla base delle iscrizioni di suo figlio Eannatum, tuttavia, sappiamo che, durante il suo regno, Lagash perse parte della terra contesa di Guedenna a favore di Umma. La prima parte del regno di Eannatum fu dedicata alla ricostruzione e restauro degli edifici costruiti da Ur-Nashe e danneggiati durante il regno di Akurgal ad opera delle truppe di Umma. Oltre al noto figlio Eannatum in un'iscrizione viene citato il nome di un secondo figlio Kulikiak.